# Tribhuwan Nagar
Tribhuwan Nagar – gaun wikas samiti w środkowej części Nepalu  w strefie Dźanakpur w dystrykcie Sarlahi. Według nepalskiego spisu powszechnego z 2001 roku liczył on 498 gospodarstw domowych i 3056 mieszkańców (1441 kobiet i 1615 mężczyzn).